# Straßenbahn Stadthagen
Die Straßenbahn Stadthagen fuhr vom 4. September 1897 bis zum 20. Juni 1930 in der niedersächsischen, damals zu Schaumburg-Lippe gehörenden Stadt Stadthagen. Sie war die letzte in Deutschland auf dem Festland im regulären Betrieb befindliche Pferdestraßenbahn, lediglich die Inselbahn Spiekeroog wurde noch bis 1949 mit Pferden betrieben.

## Geschichte
1897 wurde die Bahn von dem Fuhrunternehmer Christian Ruhe gegründet, der die Bahn bis zur Einstellung betrieb. Die Bahn führte vom Bahnhof zum Markt und war 1,5 km lang. Die Fahrzeit betrug sechs Minuten. Die gesamte Anlage war sehr sparsam ausgeführt, so besaß die in Meterspur (1000 mm) angelegte Bahn nur eine einzige Weiche als Abzweig ins Depot. Ausweichen waren nicht erforderlich.
Nachdem der Betrieb mit nur einem Wagen begonnen hatte, wurde 1909 ein zweiter, etwas größerer Wagen mit vier Fenstern gekauft, der kleinere Wagen war danach nur noch Reservefahrzeug. Vom 19. Oktober 1922 bis zum 23. Februar 1924 war die Bahn aufgrund der schlechten wirtschaftlichen Lage infolge der Inflation eingestellt.
1930 wurde die Bahn schließlich durch eine Bus-Linie ersetzt. Der ältere Wagen von 1897 wurde verschrottet, der neuere von 1909 wurde an die Spiekerooger Inselbahn verkauft und stand dort noch bis 1971 im Betrieb. Die Schienen wurden 1933 aus den Straßen entfernt. Die Firma Ruhe betreibt seitdem den Stadtverkehr in Stadthagen ausschließlich mit Bussen.